# Кнели

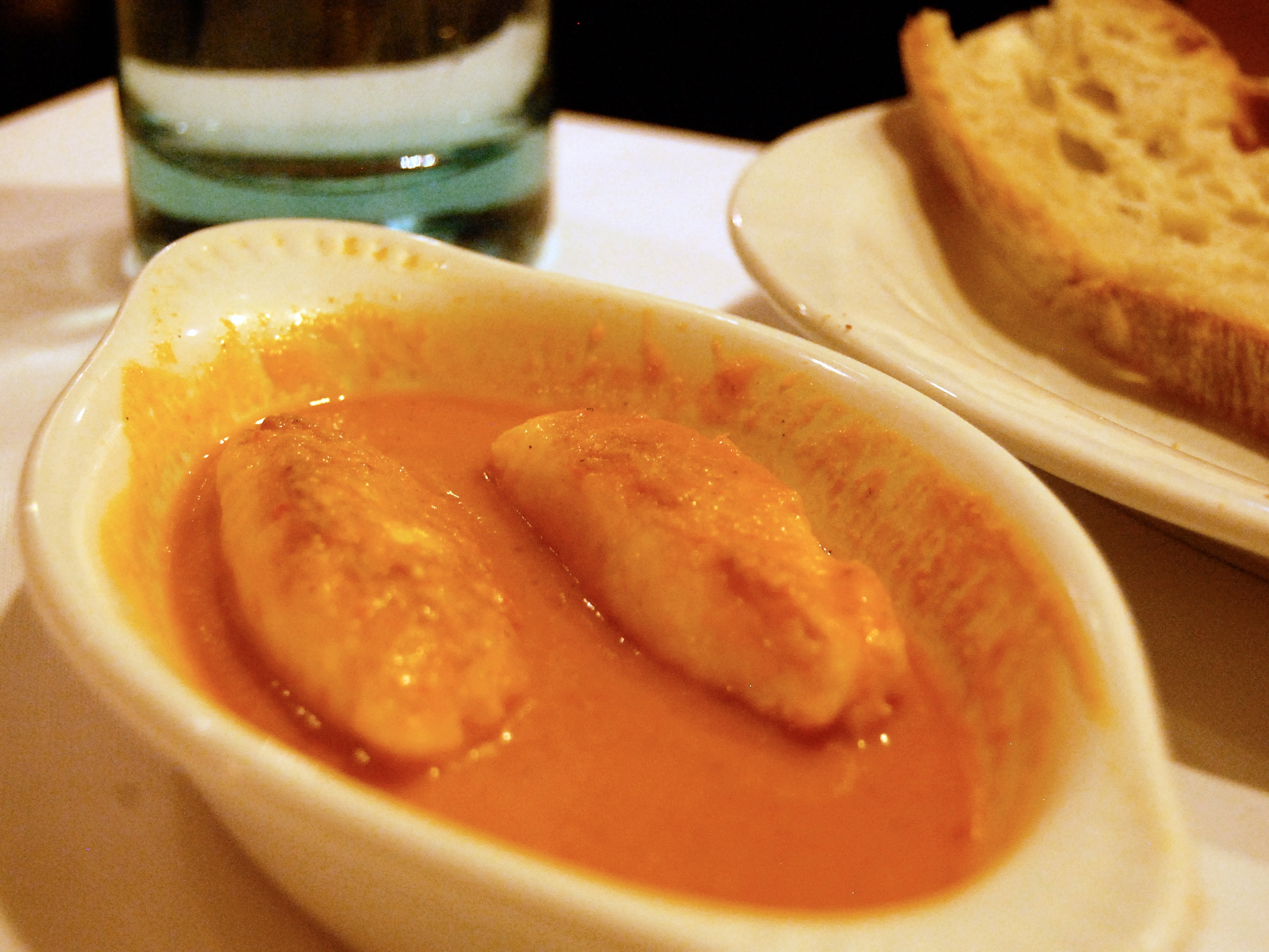
Кнели из щуки

Кне́ли (от фр. quenelle) — блюдо в виде шариков (также яйцевидной или, во французской традиции, продолговатой формы) из молотой рыбы, взбитой со сливками и яйцом. Кнели также готовят из молотого мяса, подобно фрикаделькам. В русской кухне кнели появились из французской аристократической кухни в XIX веке.

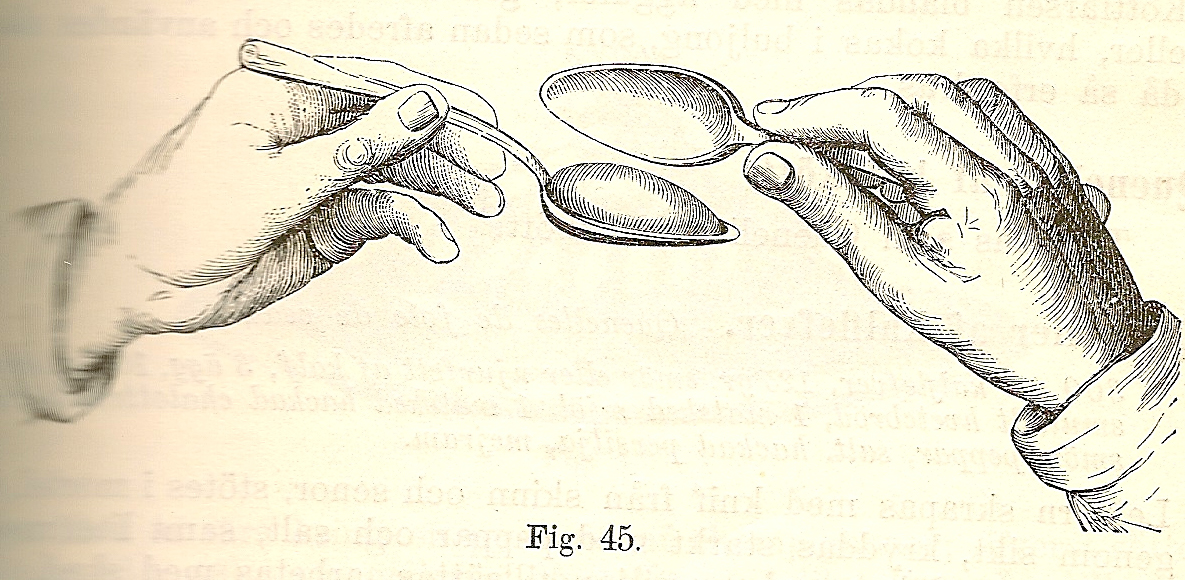
Формование кнелей

В отличие от других изделий из рубленого мяса, кнели изготавливаются из полужидкого фарша, набираемого ложкой. Использование ложки и определяет традиционную форму. Рыбную кнельную массу готовят из филе без кожи, чёрствого пшеничного хлеба, молока или сливок и яичных белков. Рыбное филе вместе с замоченным в молоке или сливках хлебом пропускают несколько раз через мясорубку с мелкой решёткой, толкут в ступке и протирают через сито или на протирочной машине. Или просто используют блендер или куттер. К тщательно измельчённой массе добавляют яичные белки и взбивают её.
Кнели характеризуются использованием мелкомолотого мяса или рыбы (клейкой и нежирной, вроде щуки или судака), для чего после первоначального измельчения мясо или рыба протираются сквозь сито. Как и большинство блюд из мелкомолотого мяса, кнели не жарят, а варят в кипятке.